# Torstuna distrikt
Torstuna distrikt är ett distrikt i Enköpings kommun och Uppsala län. 
Distriktet ligger norra delen av kommunen. 

## Tidigare administrativ tillhörighet
Distriktet inrättades 2016 och utgörs av socknen Torstuna i Enköpings kommun.
Området motsvarar den omfattning Torstuna församling hade vid årsskiftet 1999/2000.